# Куре, Урве
Урве Куре (эст. Urve Kure, (2 августа 1931, Таллин — 7 июня 2016, там же) — эстонская шахматистка, трёхкратная чемпионка Эстонии по шахматам.

## Биография
В 1950 году окончила среднюю школу в Таллине. Была одной из сильнейших шахматисток Эстонии в 1950-е и 1960-е годы. В чемпионатах Эстонии по шахматам завоевала 3 золотые (1953, 1958, 1965), 3 серебряные (1957, 1959, 1964) и 3 бронзовые медали (1954, 1961, 1966). Три раза играла в составе сборной Эстонии на командных первенствах СССР по шахматам (1958, 1960, 1962). Также два раза выступала за эстонскую команду «Калев» на кубках СССР по шахматам (1966, 1968).
Всю жизнь проработала в производстве: в фабрике резиновых изделии «Tegur» и на заводе «Teras».